# Подьяческий мост
Подья́ческий мост — автодорожный железобетонный рамный мост через канал Грибоедова в Адмиралтейском районе Санкт-Петербурга, соединяет Казанский и Спасский острова. Расположенные на мосту гранитные обелиски с фонарями являются объектом культурного наследия России регионального значения и находятся под охраной государства.

## Расположение
Соединяет Большую Подьяческую улицу с Фонарным переулком. Выше по течению находится Вознесенский мост, ниже — Львиный мост. Ближайшие станции метрополитена — «Садовая», «Сенная площадь», «Спасская».

## Название
Своё название получил от Большой Подьяческой улицы, которая, в свою очередь, как и соседние Малая и Средняя Подьяческая была названа в XVIII веке по селившимся в этом районе Петербурга мелким чиновникам, которых иногда называли подьячими. Название известно с 1910-х годов, до 1920-х использовалась форма Пешеходный Подьяческий мост.

## История

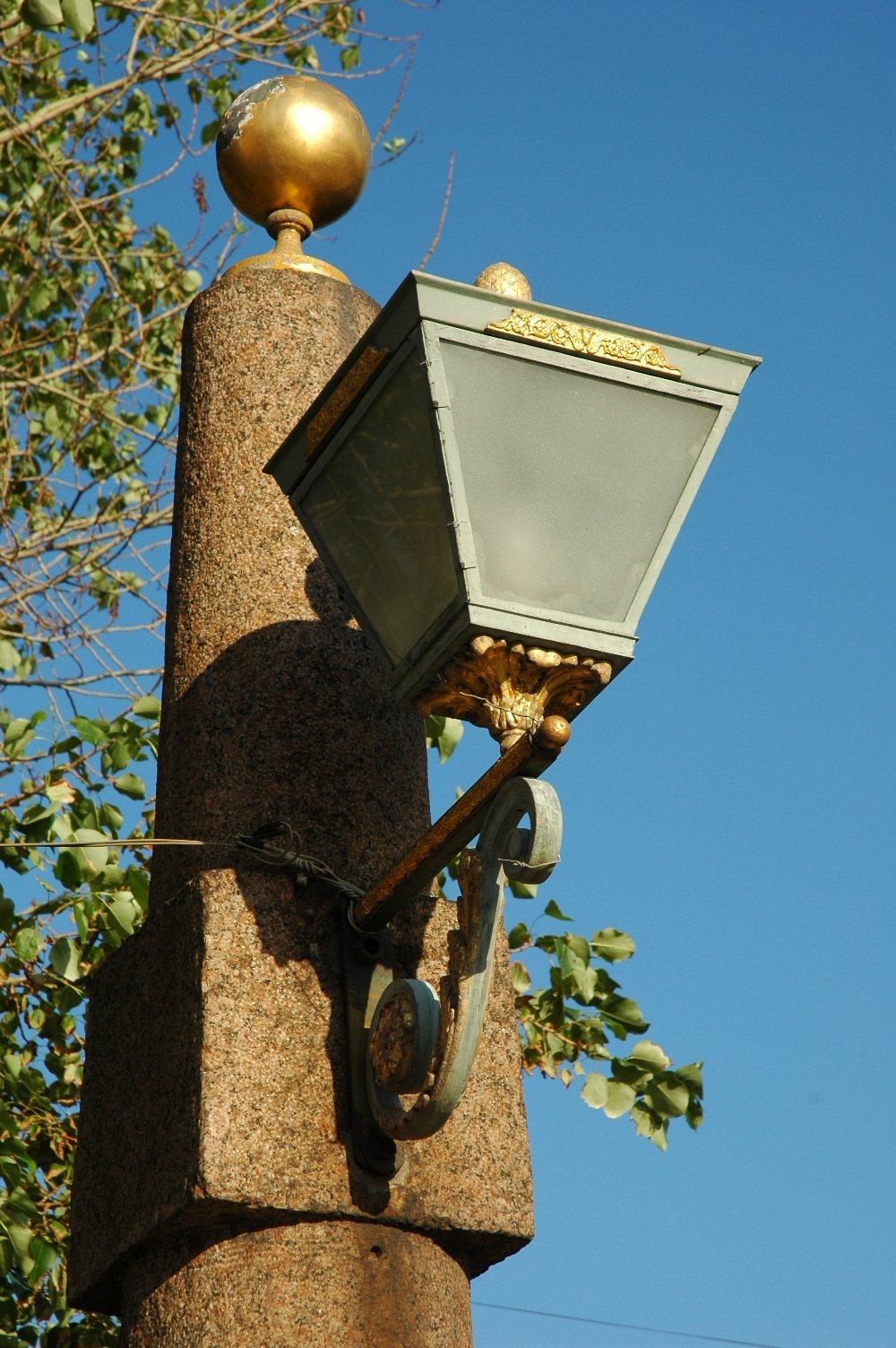
Подьяческий мост, фонарь
Фото: июль 2006 года

В 1906 году на этом месте через Екатерининский канал по проекту инженера П. А. Лихачёва был построен деревянный однопролётный пешеходный мост балочно-подкосной системы. В 1938 году деревянное пролётное строение заменили на металлические балки двутаврового сечения. Длина моста составляла 20 м, ширина — 2,25 м.
В 1971—1972 годах по проекту инженера Ленгипроинжпроекта Л. Н. Соболева и архитектора Л. А. Носкова был построен однопролётный железобетонный мост рамной конструкции. На мосту были установлены гранитные обелиски с фонарями, украшавшие прежде чугунный Александровский мост через Введенский канал, построенный в 1808—1814 годах по проекту архитектора В. Гесте. При засыпке канала в 1965—1970 годах Александровский мост был разобран, а представляющие художественную ценность обелиски перенесены на Подьяческий мост. Строительство выполнило СУ-2 треста «Ленмостострой» под руководством главного инженера О. А. Розова и производителя работ Е. В. Лейкина. В 1998 году в ходе ремонта восстановлена позолота, а также остекление фонарей.

## Конструкция
Мост однопролётный железобетонный, рамной конструкции. Опорные рамы моста выполнены в виде консолей, сопряжённых несовершенным шарниром; опоры образуют обратный свод. По конструкции схож с Ново-Конюшенным мостом через канал Грибоедова, построенным в 1967 году. Устои железобетонные массивные на свайном основании. Стенки устоев облицованы гранитными плитами. Фасады пролётного строения облицованы металлическим листом. Общая длина моста составляет 19 м, ширина — 20,6 м.
Мост предназначен для движения автотранспорта и пешеходов. Проезжая часть моста включает в себя 2 полосы для движения автотранспорта. Покрытие проезжей части и тротуаров — асфальтобетон. Тротуары отделены от проезжей части гранитным поребриком. Перильные ограждения металлические, однотипные с ограждениями набережной Фонтанки. У въездов на мост на гранитных постаментах установлены торшеры с фонарями, перенесенные с Александровского моста.